# Festival du cinéma américain de Deauville 2021
Le Festival du cinéma américain de Deauville 2021, la 47e édition du festival, se déroule du 3 au 12 septembre 2021.

## Déroulement et faits marquants
Le 6 août 2021, les quatre premiers films de la sélection sont annoncés dont le film d'ouverture Stillwater.
Le palmarès est dévoilé le 11 septembre 2021 : le Grand prix est décerné à Down with the King de Diego Ongaro. Le Prix du jury est remis à Pleasure de Ninja Thyberg et à Red Rocket de Sean S. Baker.

## Jurys

### Jury de la compétition officielle
- Charlotte Gainsbourg (présidente du jury) : actrice et chanteuse  France
- Bertrand Bonello : réalisateur et scénariste  France
- Delphine de Vigan : romancière, réalisatrice et scénariste  France
- Mikhaël Hers : réalisateur et scénariste  France
- Garance Marillier : actrice  France
- Fatou N'Diaye : actrice  France  Sénégal
- Denis Podalydès : acteur, réalisateur et scénariste  France
- Marcia Romano : scénariste  France
- SebastiAn : DJ, musicien et compositeur  France

### Jury de la Révélation
- Clémence Poésy (présidente du jury) : actrice  France
- Céleste Brunnquell : actrice  France
- India Hair : actrice  France
- Kacey Mottet-Klein : acteur  Suisse
- Lomepal : rappeur  France

## Sélection officielle

### Film d'ouverture
- Stillwater de Tom McCarthy

### Film de clôture
- Les Choses humaines d'Yvan Attal

### Compétition
- Blue Bayou de Justin Chon
- Catch the Fair One de Josef Kubota Wladyka
- Le Monde de John (John and the Hole) de Pascual Sisto
- Red Rocket de Sean S. Baker
- The Novice de Lauren Hadaway
- We Burn Like This de Alana Waksman
- Potato Dreams of America de Wes Hurley
- We Are Living Things d'Antonio Tibaldi
- Down with the King de Diego Ongaro
- The Last Son de Tim Sutton
- Pleasure de Ninja Thyberg
- La Proie d'une ombre de David Bruckner
- Pig de Michael Sarnoski

### Les Premières
- Un fils du Sud de Barry Alexander Brown
- The Beta Test de Jim Cummings et PJ McCabe
- Kate de Cédric Nicolas-Troyan
- Oslo de Bartlett Sher
- City of Lies de Brad Furman
- Flag Day de Sean Penn
- The Card Counter de Paul Schrader
- Oups ! J'ai encore raté l'arche… de Toby Genkel et Sean McCormack
- Dune de Denis Villeneuve

### Les Docs de l'Oncle Sam
- Val de Leo Scott et Ting Poo
- Jim Carrey : L'Amérique démasquée d'Adrien Dénouette et Thibaut Sève
- Birds of America de Jacques Lœuille
- Michael Cimino, un mirage américain de Jean-Baptiste Thoret
- L'Etat du Texas contre Melissa de Sabrina Van Tassel

### L’Heure de la Croisette
- Compartiment n° 6 de Juho Kuosmanen
- Jane par Charlotte de Charlotte Gainsbourg
- JFK Revisited : Through the looking glass d'Oliver Stone
- Julie (en 12 chapitres) de Joachim Trier
- Stillwater de Tom McCarthy
- La Fracture de Catherine Corsini
- Un héros de Asghar Farhadi

### Fenêtre sur le cinéma français
- L'amour c'est mieux que la vie de Claude Lelouch
- Guermantes de Christophe Honoré
- Inexorable de Fabrice Du Welz
- Les Choses humaines d'Yvan Attal
- Ogre d'Arnaud Malherbe
- Une femme du monde de Cécile Ducrocq

### Deauville Talent Award
- Take Shelter de Jeff Nichols
- 99 Homes de Ramin Bahrani
- Elvis and Nixon de Liza Johnson
- À couteaux tirés de Rian Johnson
- Nocturnal Animals de Tom Ford
- La Forme de l'eau de Guillermo del Toro
- Bug de William Friedkin

## Hommages
- Johnny Depp
- Oliver Stone
- Michael Shannon
- Dylan Penn

## Palmarès
- Grand prix : Down with the King de Diego Ongaro
- Prix du jury : (ex æquo) Pleasure de Ninja Thyberg et Red Rocket de Sean S. Baker
- Prix de Fondation Louis Roederer de la Révélation : Le Monde de John (John and the Hole) de Pascual Sisto
- Prix du public : Blue Bayou de Justin Chon
- Prix de la critique internationale : Red Rocket de Sean S. Baker
- Prix Nouvel Hollywood : Dylan Penn
- Deauville Talent Award : Michael Shannon
- Prix d'Ornano-Valenti : Les Magnétiques de Vincent Maël Cardona